# Arbuzivka, Djankoi
Arbuzivka (în ucraineană Арбузівка) este un sat în comuna Iarke Pole din raionul Djankoi, Republica Autonomă Crimeea, Ucraina.

## Demografie
Componența lingvistică a localității Arbuzivka
     Rusă (56,13%)
     Tătară crimeeană (34,84%)
     Ucraineană (9,03%)
Conform recensământului din 2001, majoritatea populației localității Arbuzivka era vorbitoare de rusă (56,13%), existând în minoritate și vorbitori de tătară crimeeană (34,84%) și ucraineană (9,03%).